# AGM-86 ALCM
AGM-86 ALCM är en amerikansk flygplansburen kryssningsrobot som används av USA:s flygvapen. Den togs fram för att öka överlevnadschansen för Strategic Air Commands B-52 Stratofortress vid ett eventuellt kärnvapenanfall mot Sovjetunionen.

## Utveckling
1974 började man utveckla AGM-86A som var något kortare än de följande versionerna av roboten, detta på grund av att den skulle kunna bäras i det interna bombrummet på B-1A som var under utveckling. Efter att Jimmy Carter tillträde som president 1977, valde han att avbryta utvecklingen av B-1A detta innebar att utvecklingen av AGM-86 gjorde ett omtag och man började utveckla AGM-86B som var längre genom att den bara skulle kunna bäras av B-52 Stratofortress.